# Gila conspersa
Gila conspersa är en fiskart som beskrevs av Garman, 1881. Gila conspersa ingår i släktet Gila och familjen karpfiskar. Inga underarter finns listade i Catalogue of Life.